# Aareajärvi
Aareajärvi är en sjö i Pajala kommun i Norrbotten och ingår i Torneälvens huvudavrinningsområde. Sjön har en area på 0,265 kvadratkilometer och ligger 160,1 meter över havet.

## Delavrinningsområde
Aareajärvi ingår i det delavrinningsområde (750186-183229) som SMHI kallar för Namn saknas. Medelhöjden är 164 meter över havet och ytan är 39,21 kvadratkilometer. Det finns inga avrinningsområden uppströms utan avrinningsområdet är högsta punkten. Airijoki som avvattnar avrinningsområdet har biflödesordning 3, vilket innebär att vattnet flödar genom totalt 3 vattendrag innan det når havet efter 239 kilometer. Avrinningsområdet består mestadels av skog (40 procent) och sankmarker (53 procent). Avrinningsområdet har 1,19 kvadratkilometer vattenytor vilket ger det en sjöprocent på 3 procent.